# مسرح نيل سيمون
مسرح نيل سيمون، الذي كان يُعرف سابقًا بمسرح ألفين، هو مسرح برودواي في منطقة المسرح في ميدتاون مانهاتن بمدينة نيويورك، تم افتتاحه في عام 1927. صممه المهندس هربرت جيه كراب وبُني لصالح "أليكس أيه آرونز"، و"فينتون فريدلي". كان الاسم الأصلي مزيجًا من الاسمين الأولين لآرونز وفريدلي، وأُعيد تسمية المسرح تكريمًا للكاتب المسرحي نيل سيمون في عام 1983. يحتوي مسرح نيل سيمون على 1467 مقعدًا موزعة على مستويين وتُديره منظمة نيدرلاندر. تُعد كل من الواجهة الداخلية للمسرح وقاعة العرض من معالم مدينة نيويورك.

## الموقع
يقع مسرح نيل سيمون في شارع 52 الغربي، على الرصيف الجنوبي بين الجادة الثامنة وبرودواي، في حي ميدتاون مانهاتن بمدينة نيويورك. تبلغ مساحة الأرض المستطيلة 12,350 قدم2 (1,147 م2)، بواجهة تمتد على طول 123.50 قدم (37.64 م) على شارع 52 وعمق 100 قدم (30 م). يشارك مسرح نيل سيمون المبنى مع مسرح مارك هيلينجر وستيك هاوس جالاجر إلى الشرق. تشمل المباني المجاورة الأخرى مسرح أوجست ويلسون إلى الشمال، ومسرح برودواي، ومركز أكسا إكوبيتابل إلى الشرق، ومسرح الحديقة الشتوية إلى الجنوب الشرقي؛ وميدان باراماونت (بما في ذلك مسرح سيركل إن ذا سكوير ومسرح جيرشوين) إلى الجنوب.

## التصميم
صُمم مسرح نيل سيمون، الذي كان يُعرف سابقًا بمسرح ألفين، من قبل هربرت جيه كرب وبُني في عام 1927. يتميز التصميم الخارجي بأسلوب العمارة الجورجية، بينما يتميز التصميم الداخلي بأسلوب آدم النموذجي لأغلب تصاميم كراب.

### الواجهة

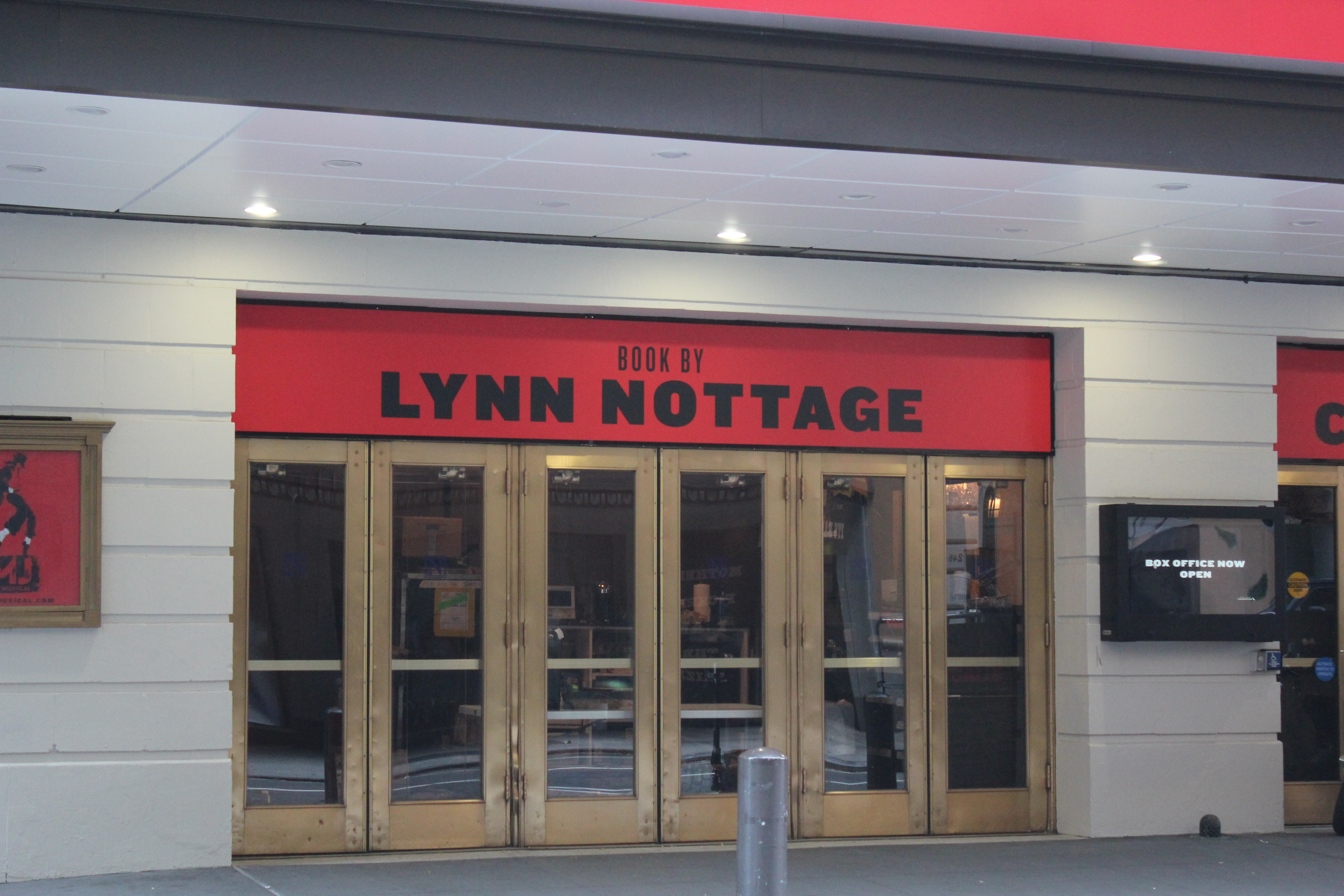
أبواب المدخل الرئيسي

تتكون واجهة المبنى من قسمين متصلين ببعضهما. القسم الشرقي المكون من خمسة طوابق هو أوسع ومتناسق، ويحتوي على مدخل قاعة المسرح. أما القسم الغربي، الذي يحتوي على مبنى المسرح، فيرتفع لستة طوابق. في الطوابق العلوية، تتكون الواجهة من الطوب الأحمر على نمط إنجليزي، مع زينة من التيراكوتا. يُعد مسرح نيل سيمون واحدًا من بين عدة مسارح برودواي ذات واجهة نيو-جورجية، إلى جانب مسرح بلاسكو، ومسرح هايز، ومسرح ستيفن سونديم. كان الهدف من ذلك هو خلق انطباع بأن رواد المسرح كانوا "يدخلون إلى منزل المنتج". عند بناء مسرح ألفين، قال أحد النقاد إن التصميم الخارجي "يبدو متسقًا مع كرامة جاره" عبر الشارع، المعروف الآن بمسرح ويلسون.

#### الأرضي
يتكون أساس كلا القسمين من كتل تيراكوتا مجعدة، مصممة لتشبه الرخام. في الجانب الشرقي من واجهة الطابق الأرضي، يوجد زوج من الأبواب المعدنية المغمورة. يحتوي مركز واجهة القاعة على مجموعتين من الأبواب المعدنية والزجاجية. تتصل ستة أبواب إلى الشرق بالبهو الداخلي، بينما تتصل ثمانية أبواب إلى الغرب ببهو مكتب التذاكر؛ وهناك شرفة حديثة فوق هذه الأبواب. في قسم المسرح من الواجهة توجد عدة مداخل مغمورة بما في ذلك باب المسرح. يمتد إفريز أفقي مزود بألواح وأخاديد عمودية فوق الأساس.

#### الطوابق العلوية
فوق الطابق الأرضي تقسم الأحزمة الرأسية من التيراكوتا والزوايا واجهة القاعة إلى ثلاثة أقسام. يحتوي القسم المركزي على ثلاثة صفوف رأسية من النوافذ. يحتوي كل صف على نافذة مقوسة بارتفاع مزدوج في الطابق الثاني، مع دعامات رئيسية ومفاتيح من التيراكوتا قرب قمة كل قوس. في الطابق الرابع، يحتوي كل من الصفوف الرأسية الثلاثة على نافذة مستطيلة بإطار من التيراكوتا، وفوقها قوصرة مع لفائف تحيط بجرّة. تحتوي نوافذ الطابق الخامس أيضًا على إطارات مستطيلة من التيراكوتا؛ وتربط عتباتها شريط من التيراكوتا. يرتفع جملون ثلاثي فوق هذه النوافذ؛ وهناك عين ثور من التيراكوتا في مركز الجملون، محاطة بأكاليل وزخارف نباتية.
صُممت الأجزاء الخارجية من واجهة القاعة كأجنحة، وهي متطابقة تقريبًا مع بعضها البعض باستثناء القمة. كلا الجناحين محاطان بأعمدة مشطورة من التيراكوتا، والتي تستند إلى الإفريز الذي يمتد فوق الأساس. بين هذه الأعمدة توجد نيشات مزدوجة الارتفاع في الطابق الثاني، كل واحدة محاطة بدعامات رئيسية ومفاتيح من التيراكوتا. تحتوي النيشات على جرار من التيراكوتا، موضوعة فوق أنماط الأصداف. فوق كل نيشة، يحتوي الطابق الرابع على نافذتين بإطارات مستطيلة من التيراكوتا. كل زوج من الأعمدة يدعم واجهة وأعلى قمة من التيراكوتا في الطابق الخامس، وكذلك كورنيش فوق هذا الطابق. بينما ينتهي الجناح الشرقي (الأيسر) بدريئة، يرتفع الجناح الغربي (الأيمن) لطابق آخر، بنفس ارتفاع مبنى المسرح.
يقع مبنى المسرح إلى يمين القاعة. تقسم الأحزمة الرأسية من التيراكوتا والزوايا مبنى المسرح إلى أقسام تحتوي ثلاثة من الصفوف من اليسار إلى اليمين. ويحتوي الجزء الأوسط من مبنى المسرح أيضًا على ألواح من التيراكوتا فوق الطابقين الثالث والرابع. ويوجد كورنيش وألواح فوق الطابق الخامس، بالإضافة إلى درابزين فوق الطابق السادس. يرتفع القسم الأيسر الأكثر قربًا من القاعة إلى الطابق السابع. ويحتوي القسم الأيمن الأكثر قربًا من مبنى المسرح على لافتة عمودية تحمل اسم المسرح.

### الداخلية

#### الردهات

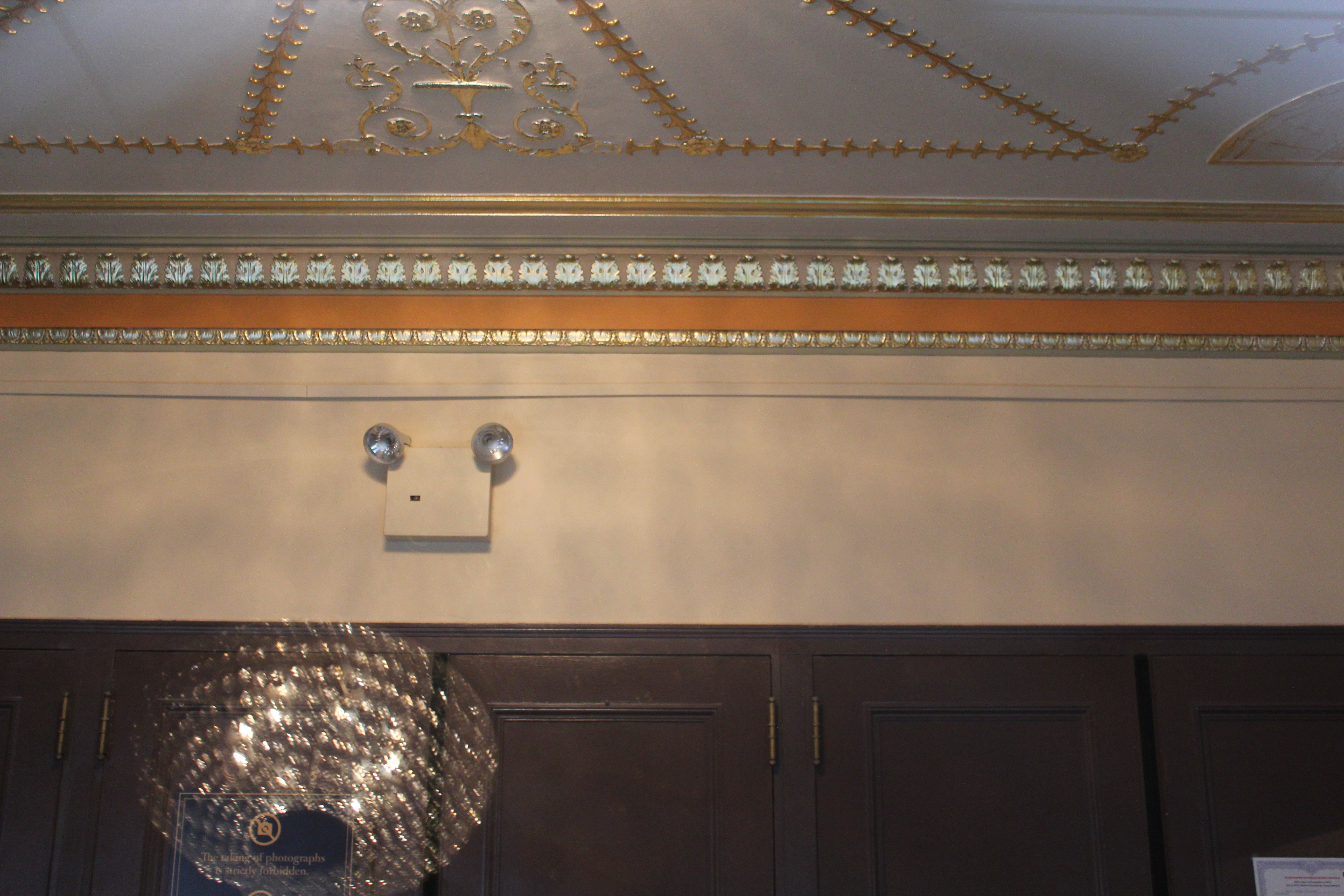
تفاصيل ديكورية للردهة الداخلية

يقع بهو التذاكر المستطيل مباشرة داخل المدخل الرئيسي وله جدران من الرخام الداكن. يحتوي الجدار الغربي (الأيمن) على نوافذ التذاكر، بينما يحتوي الجدار الشرقي (الأيسر) على ممر مغمور إلى البهو الداخلي، يحتوي على باب مزدوج من الزجاج والبرونز محاط بمصابيح صغيرة. تؤدي الأبواب الزجاجية والبرونزية الثمانية في الجدار الشمالي من الشارع، مع ألواح فوقها، بينما يحتوي الجدار الجنوبي على أبواب خشبية بلوحية تؤدي إلى مستوى الأوركسترا في القاعة. يحيط كورنيش بالسقف المزخرف بالعمل الجصي بطراز آدم. ويحتوي وسط السقف على زوج من المصابيح الكريستالية.
يأتي البهو الداخلي بتصميم مستطيل، ويمكن الوصول إليه من خلال الممر الموجود في الجدار الغربي، الذي يؤدي من بهو التذاكر، وكذلك من خلال الأبواب الزجاجية والبرونزية الستة في الجدار الشمالي. يحتوي الجدار الجنوبي على أبواب خشبية تؤدي إلى القاعة، بينما يحتوي الجدار الشرقي على سلم يؤدي إلى صالة الميزانين. سقف البهو الداخلي مزخرف بالجص بأسلوب آدم ويحتوي على زوج من الثريات الكريستالية.
عند بناء مسرح ألفين، صُممت صالة الميزانين كصالة إنجليزية بقياس 100 × 35 قدم (30 × 11 متر)،  وجدرانها مُغطاة بألواح تحتوي على مصابيح حائطية. كانت الصالة تحتوي في الأصل على موقد، وكانت هناك أربع غرف "للاسترخاء"، تشمل غرف التدخين للرجال والنساء. ويحتوي سقف الصالة على قبة بيضاوية مزينة بأعمال الجص؛ وثريا مركزية؛ وكورنيش يتقاطع مع القبة. وتؤدي السلالم من صالة الميزانين إلى الأسفل شمالًا لتتصل بالبهو الداخلي، وجنوبًا لتتصل بالأوركسترا. يحتوي الدرج الجنوبي على درابزين معدني.

#### قاعة المؤتمرات
تحتوي القاعة على مستوى أرضي للأوركسترا، وشرفة واحدة، وصناديق خاصة، ومسرح يقع خلف قوس خشبة المسرح. صُمِّمت مساحة القاعة بتشكيلات زخرفية من الجص، وهي قريبة الشكل من المربع. ووفقًا لمنظمة نيدرلاندر، فإن سعة القاعة تبلغ 1445 مقعدًا؛  بينما تشير رابطة برودواي إلى رقم 1467 مقعدًا،  وتذكر مجلة "بلاي بيل" أنها تحتوي على 1380 مقعدًا. وكانت السعة الأصلية للمسرح تبلغ 1400 مقعد، موزعة على 702 مقعد في مستوى الأوركسترا، و674 مقعدًا في الشرفة، و24 مقعدًا في الصناديق. وقد وصفت مقالة من عام 1967 المسرح بأنه يحتوي على 1363 مقعدًا للعروض الموسيقية، و1334 مقعدًا للمسرحيات. وفي البداية كانت القاعة تتميز بمجموعة ألوان تتكون من العاجي والأزرق والرمادي والذهبي،  مع ستائر بلون اللافندر أو التوت. وقد طُليت العديد من الزخارف الداخلية الأصلية بطلاء أبيض، مما أدى إلى إخفائها. وفوق القاعة، كانت هناك ثلاثة طوابق مخصصة للمكاتب.

##### مناطق الجلوس
يتدرج مستوى الأوركسترا انحدارًا نحو فسحة شاسعة تقع أمام المسرح. وفي الجزء الخلفي من الأوركسترا، يمتد ممر طويل يواجه جدارًا مزينًا بألواح زخرفية، وتزينه مصابيح حائطية أنيقة. يفصل بين هذا الممر والصفوف الخلفية من المقاعد حاجز مرتفع من الرخام الأبيض، يخدم كدعم ويفصل بين المساحات. يتوسط الممر ومقاعد الأوركسترا عمودان رخاميان مهيبان، مصممان على الطراز الدوريك، ويتوج كل منهما بتاج رخامي مزخرف. أما الجدار الجنوبي (الأيسر) للأوركسترا، فيضم مداخل معدنية أنيقة تتناوب مع أقسام جدارية مزينة بألواح وتزينها مصابيح حائطية. بينما يحتوي الجدار الشمالي (الأيمن) على مجموعتين من الأبواب الخشبية المزخرفة، تفصل بينهما لوحة تحمل مصباحًا حائطيًا. تؤدي الأبواب الخلفية إلى البهو الداخلي، في حين تؤدي الأبواب الأمامية إلى بهو التذاكر. تزين العلامات الدالة على المخارج، والتي تقع فوق كل باب، إطارات مزخرفة تصور آلات موسيقية قديمة مثل القيثارات والجرَافين.
ينقسم مستوى الشرفة إلى قسمين أمامي وخلفي بواسطة ممر به حاجز معدني. يتصل الممر بأبواب الخروج على الجدران الجانبية، والتي تعلوها إفريزات تحتوي على قيثارات وجريفينات. تحتوي الجدران الجانبية للشرفة على أقسام بمصابيح حائطية. يحتوي الحاجز الأمامي للشرفة على زخارف تم تغطيتها جزئيًا بصناديق إضاءة. يحتوي الجانب السفلي من الشرفة على ألواح بأسلوب آدم مع تجهيزات إضاءة كريستالية. على جانبي المسرح، توجد ثلاثة صناديق في مستوى الشرفة تنحدر نحو المسرح. تحتوي الأجزاء السفلية من الصناديق على مصابيح كريستالية وأطنف، بينما تحتوي الدرابزينات الأمامية على زخارف. تفصل الأعمدة المغطاة بالألواح بين الصناديق وتدعم واجهة صغيرة فوقها. تمتد أعمدة صغيرة مع زخارف نسائية إلى الواجهة التي تحيط بالقاعة.

##### ميزات التصميم الأخرى
بجوار الصناديق يوجد قوس مقدم خشبة مسطح مع أعمدة أيونية وإفريز بأسلوب آدم، وفوقه لوحة نصف دائرية بمشهد رعوي. فتحة القوس بعرض 40 قدم (12 م)، والمسرح بعرض 100 قدم وعمق 35 قدمًا، مع شبكة بارتفاع 68 قدم (21 م). تسع حفرة الأوركسترا 48 شخصًا. وتوجد 20 غرفة تبديل ملابس خلف الكواليس وغرفتي راحة للكورس، وغرفة تمرين.
يحتوي السقف على أقبية متقاطعة مزينة بأعمال الجص، مع قبة دائرية مغمورة وثريا كريستالية في المقدمة. خلف القبة، ينقسم السقف إلى ألواح مزينة بأسلوب آدم، وفوق الشرفة الخلفية نصف قبة تحتوي على أشرطة زخرفية وفتحات غرف التحكم.

## التاريخ
أصبحت ساحة تايمز سكوير مركزًا لإنتاجات المسرح الكبيرة بين عامي 1900 والكساد العظيم. اسم المسرح مزيجًا من الاسمين الأولين لمشغليه الأصليين،  أليكس أيه آرونز (1891-1943)، وفينتون فريدلي (1891-1969)،  كلا الرجلين كانا من فيلادلفيا. كان آرونز منتجًا للكوميديا الموسيقية، بينما كان فريدلي "المنتج الوحيد في برودواي الذي أُدرج اسمه في السجل الاجتماعي". شكّل الرجلان شراكة في عام 1923،  أو عام 1924،  وعملا معًًا حتى عام 1933. وأُطلق على المسرح اسم نيل سيمون منذ عام 1983،  أحد أكثر كتاب المسرحيات إنتاجًا في برودواي. يُدار مسرح نيل سيمون من قِبل منظمة نيدرلاندر.

### التطور والسنوات الأولى

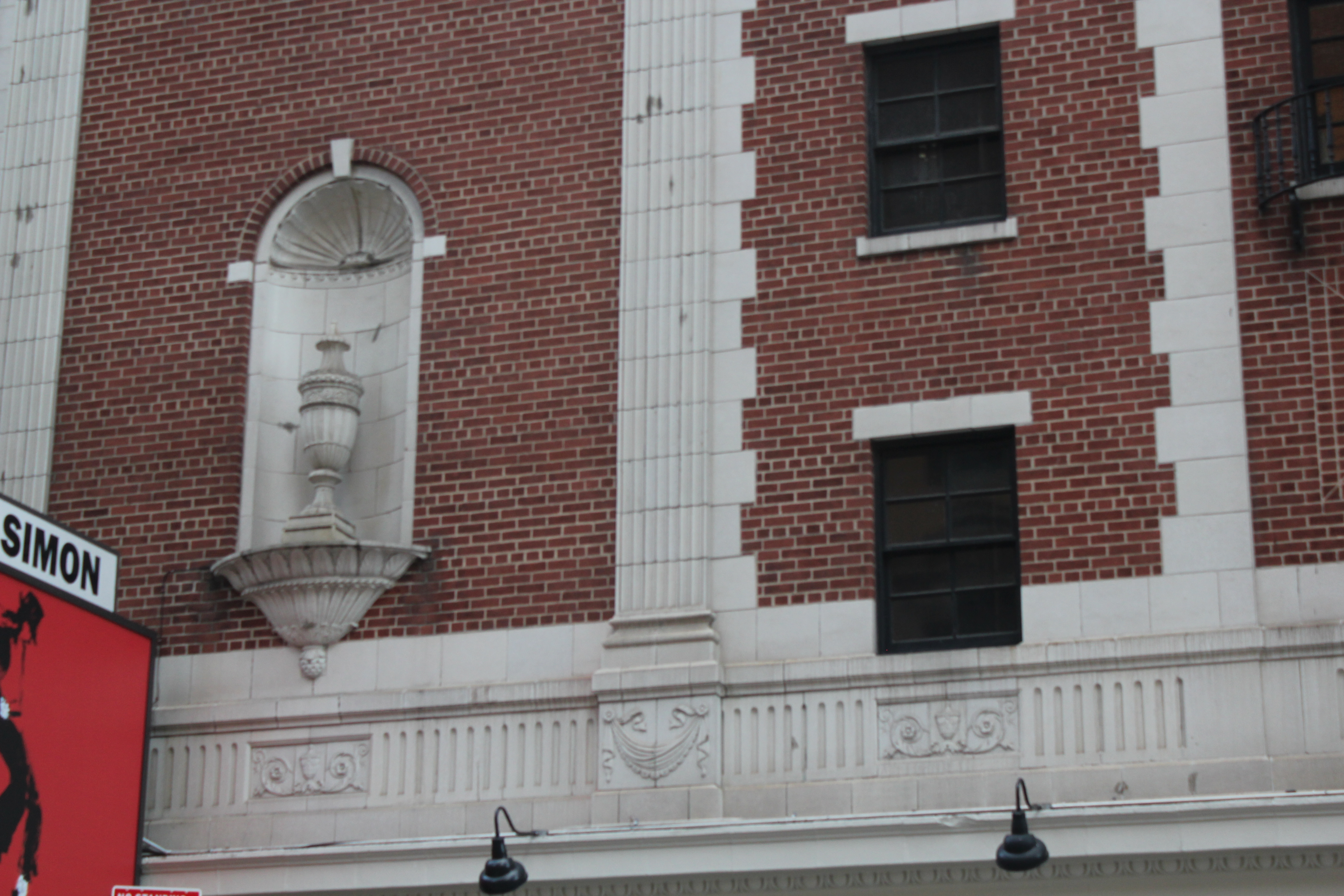
منظر للمكان (يسارًا) ومنزل المسرح (يمينًا)

في يناير 1927 اشترى ألكسندر بينكوس وإم إل جولدستون العقارات الواقعة بين الأرقام 244 و254 من ويست ستريت 52 من شركة لبنان إستيتس، عازمين على إقامة مسرح فني في المكان. وكان بينكوس قد سبق له تطوير مسرحي لونغايكر وإمبيريال؛  وقد وضع هو وجولدستون خطة لتمويل تكلفة بناء المسرح التي قُدرت بـ 1.4 مليون دولار. وفي الشهر ذاته قدم بينكوس إلى إدارة المباني في مدينة نيويورك مخططات لبناء مسرح في الموقع المذكور، بتصميم المهندس هربرت جيه كراب. وفي مارس من العام ذاته منح بينكوس وجولدستون عقدًا عامًا لبناء المسرح لشركة أوداي للبناء،  وبحلول أكتوبر 1927 كان آرونز وفريدلي قد استأجرا المسرح وخططا لعرض المسرحية الموسيقية "فاني فيس" لجورج وإيرا غيرشوين، ببطولة فريد وأديل أستير. وقد افتتح مسرح ألفين في 22 نوفمبر 1927 بعرض "فاني فيس"،  وقد عُرضت المسرحية 250 مرة،  وكتب بروكس أتكينسون الناقد المسرحي في صحيفة نيويورك تايمز، قائلًا: "لو كان عرض فاني فيس أقل جاذبية، لكان الجمهور أحتاج وقت أطول لتقدير المسرح الجديد."  وقد كانت أولى مسرحيات ألفين الموسيقية قصيرة نسبيًا من حيث مدة عرضها.
في عام 1928 استضاف المسرح مسرحية جورج غيرشوين الموسيقية "فتاة الكنز" مع جيرترود لورانس. ورغم أن المسرحية الموسيقية فرضت أعلى سعر تذكرة بلغ 6 دولار، وهو سعر غير مسبوق في ذلك الوقت،  فقد قدمت 69 عرضًا قبل أن تُغلق. بعد ذلك، انتقل إنتاج مسرحية "وينجز أوفر يوروب" من مسرح مارتن بيك إلى مسرح النقابة. وحصل آرونز وفريدلي على قرض رهن عقاري بقيمة 570 ألف دولار على المسرح في يناير 1929. عُرضت مسرحية "سبيرنج إز هير" لروجرز وهارت في مسرح ألفين في مارس من ذلك العام،  وعُرضت 104 مرة. كما عُرضت مسرحية موسيقية أخرى لروجرز وهارت، وهي "هيدز أب!" في نوفمبر من العام ذاته،  وعُرضت 144 مرة. وفي عام 1930 قدمت إيثيل ميرمان أول ظهور لها في برودواي في مسرحية "جيرل كريزي" لجورج غيرشوين،  والتي عُرضت 272 مرة. واشترى آرونز وفريدلي مسرح ألفين والأرض التي يقع عليها في أبريل من ذلك العام.

### عملية بينكوس وجولدستون

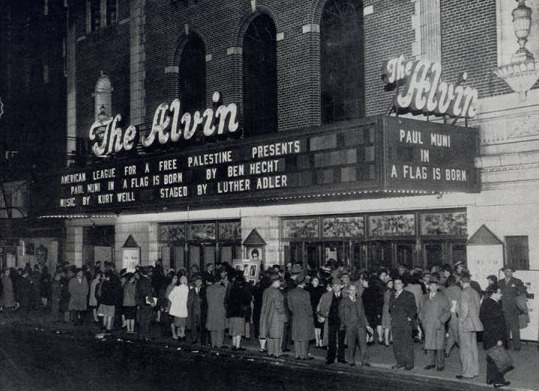
ذا ألفين في 1946

تولى بينكوس وجولدستون إدارة شؤون مسرح ألفين في مايو 1932 لأسباب مجهولة،  وفي ذلك العام استضاف المسرح نقل مسرحية "الحزن يصبح إلكترا" للكاتب أوجين أونيل، فضلًا عن المسرحية الموسيقية "الموسيقى في الهواء" لجيروم كيرن. وجلبت فرقة "اللاعبون" إنتاجها لمسرحية كوخ العم توم إلى مسرح ألفين في مايو 1933؛  وكانت المسرحية تحظى بشعبية كبيرة لدرجة أن عرضها مُدد أسبوعين إضافيين بعد مدة العرض الأصلية التي كانت أسبوعًا واحدًا. وفي العام ذاته، عُرضت مسرحية "ماري من اسكتلندا" للكاتب ماكسويل أندرسون بمشاركة هيلين هايز. ثم أنتج فريدلي المسرحية الموسيقية "كل شيء مباح" لكول بورتر في مسرح ألفين في عام 1934م، بمشاركة إثيل ميرمان وويليام جاكستون وفيكتور مور وفيفيان فانس؛  وقد عُرضت 420 مرة.
بحلول منتصف الثلاثينيات، كان مسرح ألفين والمسرح المجاور له جيلد (الذي يُعرف الآن بمسرح أوغست ويلسون) أقصى المسارح الشمالية المنطقة المسرحية التي ما زالت تستضيف عروضًا مسرحية شرعية. وقد شهد مسرح ألفين في أكتوبر 1935م العرض الأول للأوبرا الشعبية الأمريكية "بورجي وبس" للمؤلف الموسيقي جورج غيرشوين. ورغم أن عرض "بورجي وبس" الأصلي قد أُغلق في مسرح ألفين بعد مائة وأربعة وعشرين عرضًا، إلا أن إحيائه قد حقق نجاحًا أكبر. وتبع ذلك عرض مسرحية "ريد، هوت آند بلو" للمؤلف كول بورتر، والتي شاركت فيها إثيل ميرمان وجيمي دورانتي في أكتوبر 1936،  واستمرت عروضها لمدة 181 عرضًا. كما استضاف مسرح ألفين مسرحيتين موسيقيتين للمؤلفين روجرز وهارت في أواخر الثلاثينيات. وقد عُرضت مسرحية "آيد رازر بي رايت" بمشاركة جورج م. كوهان في عام 1937،  واستمرت عروضها لـ 289 عرضًا،  وعُرضت مسرحية "ذا بويز فروم سيراكيوز" في عام 1938،  واستمرت لـ 235 عرضاً.
كانت أولى عروض مسرح ألفين في أربعينيات القرن العشرين عرضًا محدودًا لمسرحية ترويض النمرة في شهر فبراير 1940، قدَّمه الثنائي التمثيلي ألفريد لنت ولين فونتان لصالح صندوق الإغاثة الفنلندي. وفي شهر أبريل من العام ذاته، ظهرا في مسرحية "لن يكون هناك ليل" لروبرت إي شيروود،  والتي استمرت لعدة أشهر مع جولة في منتصف العام نفسه. وفي العام التالي استضاف المسرح المسرحية الموسيقية "سيدة في الظلام" لإيرا غيرشوين، وموس هارت، وكيرت وايل، والتي ظهرت فيها جيرترود لورانس وعُرضت 467 مرة. كما استضاف مسرح ألفين مسرحية كول بورتر الموسيقية "شيء للأولاد" مع إثيل ميرمان في يناير عام 1943،  والتي عُرضت 422 مرة. وأُغلقت هذه المسرحية لإفساح المجال للمسرحية الموسيقية "جاكبوت"،  والتي عُرضت 67 مرة. وكانت إنتاجات مسرح ألفين في عامي 1944م و1945م أغلبها إخفاقات سريعة، من بينها مسرحيات "هيلين تذهب إلى طروادة"، و"ذا فايربراند أوف فلورنسا"، و"هوليوود بيفونور". وكانت المسرحية الموسيقية "بليون دولار بيبي" لبتي كومدين، وأدولف غرين، ومورتون جولد أكثر نجاحًا، وعُرضت في نهاية عام 1945،  واستمرت لـ 200 عرض.

### ملكية سي بي إس وعملية كولمان

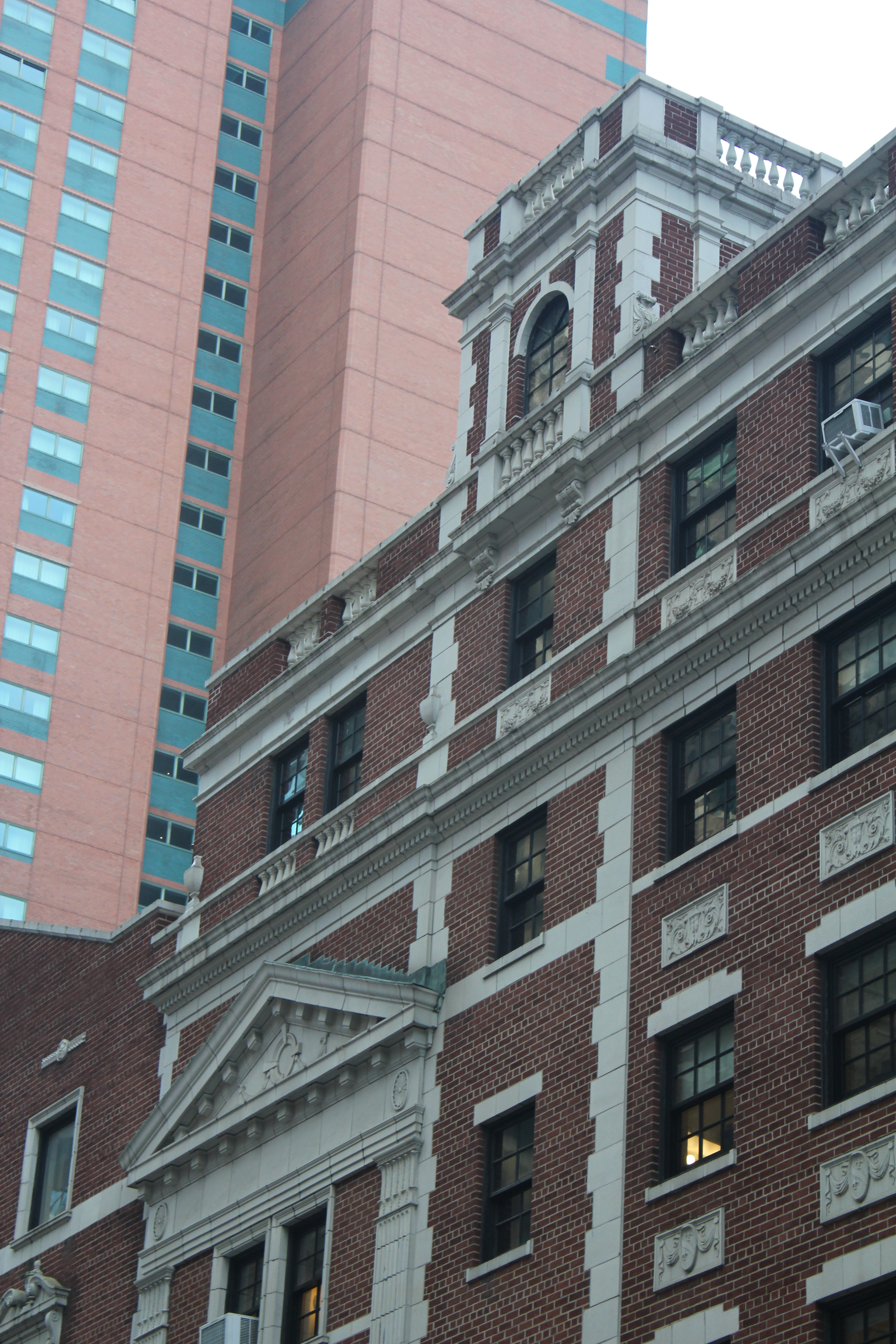
مسرح نيل سيمون في مانهاتن نيويورك في نوفمبر 2021

في ديسمبر عام 1945 كانت سي بي إس تتفاوض لشراء مسرح ألفين لاستخدامه كاستوديو، حيث كان عقد إيجار سي بي إس في مسرح هامرشتاين المجاور على وشك الانتهاء،  وكان هوارد إس كولمان، مالك مسرح هامرشتاين، يعتزم إعادة ذلك المسرح لاستخدامه الأصلي. اشترت سي بي إس مسرح ألفين بمبلغ 825 ألف دولار أمريكي في فبراير 1946،  وفي يونيو من العام ذاته، وافقت سي بي إس على استئجار مسرح هامرشتاين من كولمان لخمس سنوات أخرى، في حين وافق كولمان على استئجار مسرح ألفين من سي بي إس وتقديم إنتاجاته هناك بدلًا من ذلك. واستضاف مسرح ألفين مسرحية "جون أوف لورين" ببطولة إنغريد بيرغمان وسام ونامكر ورومني برنت. وتبع ذلك في عام 1947 مسرحية "لايف ويذ فاذر"، التي انتقلت من مسرح آخر لإتمام عرضها الذي استمر 3,224 مرة. وافتتحت مسرحية "مان آند سوبرمان" لجورج برنارد شو في مسرح ألفين في أكتوبر من العام ذاته،  وانتقلت في فبراير 1948،  وتلتها مباشرة المسرحية الكوميدية "ميستر روبرتس" لتوماس هيغن وجوشوا لوجان ببطولة هنري فوندا،  والتي عرضت 1,157 مرة.
في عام 1951 اتخذ كولمان وشبكة سي بي إس قرارًا بتبديل مسرح هامرشتاين ومسرح ألفين لثلاث سنوات أخرى، مما أتاح استعمال الأول كاستوديو والثاني للعروض المسرحية،  عُرضت ثلاث مسرحيات في مسرح ألفين في ذلك العام وهن مسرحية "ظلام عند الظهر" لسيدني كينجسلي،  والمسرحية الموسيقية "شجرة تنمو في بروكلين"،  ومسرحية "بوينت أوف نو ريتيرن" لبول أوزبورن. تلا ذلك في ديسمبر 1952 العرض الموسيقي "توز كومباني" بمشاركة بيت ديفيس في أول ظهور لها على مسرح برودواي منذ 22 عامًا،  وعُرضت 90 مرة فقط. وفي العام التالي عُرضت مسرحية "كايند سير" لنورمان كراسنا في مسرح ألفين بمشاركة ماري مارتن وتشارلز بوير.
انتقلت المسرحية الموسيقية "التفاحة الذهبية" إلى مسرح ألفين من مسرح خارج برودواي في أبريل عام 1954، حيث قدمت 173 عرضًا إجماليًا. وكانت المسرحية الموسيقية "بيت الأزهار" لهارولد أرلين وترومان كابوت محجوزة قبل انتهاء عقد إيجار كولمان في ذلك العام، مما يشير إلى أن عقود إيجار ألفين وهامرشتاين ستتم مبادلتها مجددًا. عُرضت "بيت الأزهار" في ديسمبر 1954،  واستمر عرضها 165 مرة. وعُرضت المسرحية الكوميدية "لا وقت للجنديين" لإيرا ليفين في العام التالي،  واستمرت لـ 796 مرة على مدار عامين. واستضاف المسرح عدة إنتاجات ناجحة جزئيًا في أواخر الخمسينيات، منها المسرحيات الموسيقية "أوه كابتن!" في 1958،  و"الانطباعات الأولى" في 1959. بالإضافة إلى ذلك صمم جيروم روبنز عرض باليه بعنوان "باليه الولايات المتحدة" في 1958،  وانتقلت المسرحية الموسيقية "أجراس تدق" من مسرح شوبيرت إلى ألفين في ذلك العام.

### ستال وملكية روك تايم
باعت شركة سي بي إس مسرح ألفين في 1959 إلى ماكس وستانلي ستال اللذين كانا يمتلكان أيضًا مسرح هيلينغر المجاور. وسرعان ما عينت عائلة ستال مديرًا جديدًا لمسرح ألفين. وفي عام 1960 استضاف المسرح العرض الموسيقي "جرينويلو"،  وفرقة الرقص "لي باليه أفريكان"،  ونقل عرض مسرحية "قصة الحي الغربي" من مسرح "ونتر جاردن". وافتتحت المسرحية الموسيقية "وايلدكات" لكارولين لي وسي كولمان في ديسمبر من نفس العام بمشاركة لوسيل بول،  التي قدمت ظهورها الوحيد في برودواي هناك. وانتقلت المسرحية الموسيقية "إرما لا دوس" من مسرح بليموث إلى مسرح ألفين في عام 1961. وفي العام التالي، افتتحت المسرحية الموسيقية "حدث شيء مضحك في الطريق إلى المنتدى" لستيفن سوندهايم وبيرت شيفلوف ولاري جيلبارت،  وعرضت 967 مرة. وخلال عرض "حدث شيء مضحك" في أكتوبر 1962، استأجر ليستر أوستلمان (مالك مسرحي 46 وأونيل) مسرح ألفين لخمس سنوات. عرضت المسرحية الموسيقية الكوميدية الشهيرة "الأرواح العالية"، من تأليف هيو مارتن وتيموثي جراي في عام 1964 بمشاركة بياتريس ليلي وتامي جرايمز،  وحققت نجاحًا كبيرًا، وقدمت 367 عرضًا. بعد ذلك شهد مسرح ألفين العديد من العروض المميزة، منها عرض موريس شيفالييه في أبريل 1965 في عرض فردي استمر لشهر بعنوان "موريس شيفالييه في عمر 77". والعرض الأول لليزا مينيلي في مسرحية "فلورا: الشر الأحمر". ومع ذلك لم تتمكن معظم العروض التي تلت ذلك من تحقيق نفس النجاح، وهي كالتالي: "الغزال الصغير" في عام 1965،، و"إنها طائر... إنها طائرة... إنه سوبرمان" في عام 1966،، و"العشاء عند الثامنة" في 1966،، و"شيري!" في 1967.
في يوليو 1967 اشترت شركة تطوير مركز روكفيلر الفرعية "روك-تايم إنك" مسرح ألفين من أوستمان من خلال وكيلها كونراد ماثاي. وفي المقابل باعت روك-تايم مسرح بلايهاوس بالقرب من مركز روكفيلر، الذي كان من المقرر هدمه.
عرضت مسرحية توم ستوبارد "روزنكرانتز وغيلدنسترن ماتا" على خشبة مسرح ألفين في أكتوبر 1967، وحققت 421 عرضًا عبر مسرحين. وفي العام التالي عرضت مسرحية هاورد ساكلر "الأمل الأبيض العظيم" بمشاركة جيمس إيرل جونز وجين كويغلي،  والتي استمرت 557 عرضًا. استضاف المسرح العرض الأصلي للمسرحية الموسيقية الشهيرة "شركة" لسيفن سوندهايم وجورج فورت، والتي عرضت لأول مرة في عام 1970،  والتي استمرت لأكثر من 700 عرض خلال العامين التاليين. وبعد ذلك قدم المسرح عددًا من العروض القصيرة، من بينها "مولي" (1973) و"حرية المدينة" (1974). حقق مسرح ألفين نجاحًا كبيرًا بفضل المسرحية الموسيقية "شيناندواه"، التي عرضت في 1975،  واستمرت لعامين قبل أن تنتقل. وبحلول يوليو 1974 تعذر على ماثاي سداد قرض الرهن العقاري للمسرح، واستحوذ عليه بنك بوويري سيفينغز، وعرض المسرح للبيع بسعر 1.2 مليون دولار.

### الملكية الهولندية

#### عقد 1970 وعقد 1980

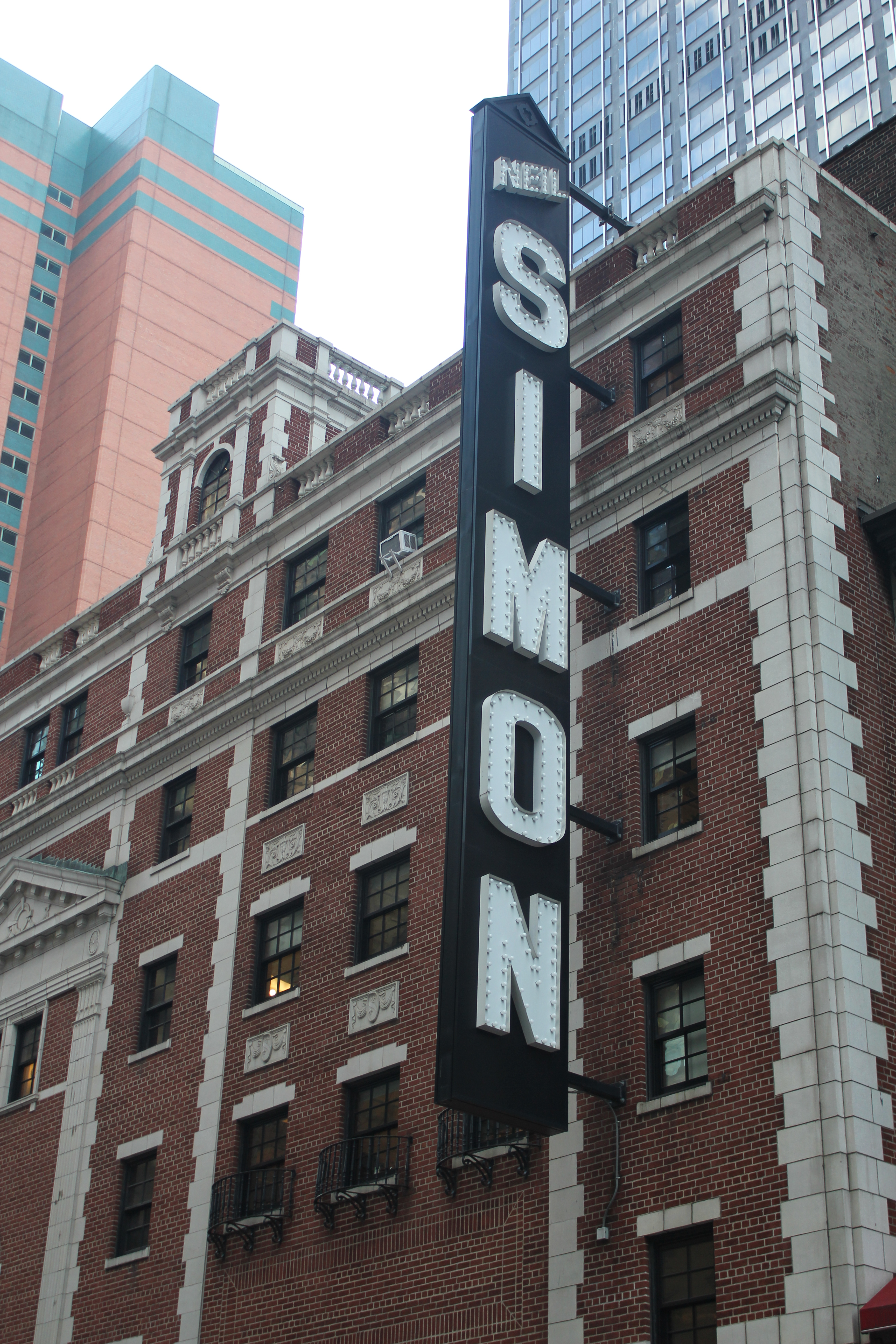
علامة عمودية في واجهة المسرح

اشترت منظمة نيدرلاندر مسرح ألفين عام 1975، لِيَكُن المسرح الرابع للعائلة على برودواي بعد مسارح بالاس، وأوريس، وبروكس أتكينسون. وشملت عملية البيع مبلغًا نقديًا قدره مائة ألف دولار، وقرضًا عقاريًا قيمته 1.16 مليون دولار. وعُرِض العرض المسرحي الأول لـ "آني" على برودواي عام 1977،  واستمر خمس سنوات قبل نقله. وكانت العروضات الموسيقية الخمسة التالية في عامي 1981 و1982 قصيرة. وأُغلق عرض "الأمير الصغير والطيار" أثناء العروض التجريبية،  بينما أُغلق كل من "نغني ونمرح معًا"، و"الصبي الصغير جون جونز"، و"هل تعكس الأحذية الجلدية السوداء اللامعة حقًا الضوء للأعلى؟"، و"سبع عرائس لسبعة إخوة" بعد أقل من أسبوعين. ورفع منتجو "الأمير الصغير" وكذلك منتجو "الصبي الصغير جون جونز" (الذي أُغلق في ليلة الافتتاح)، دعوى قضائية ناجحة ضد عائلة نيدرلاندر عام 1986، بدعوى أن الشركة طردت العرضين بشكل غير عادل. وكان العرض التالي غير الفاشل في مسرح ألفين هو "ذراعاك قصيرة جدًا للملاكمة مع الله" مع الغرين وباتي لابيل الذي عُرض في سبتمبر 1982.
عُرضت مسرحية "مذكرات شاطئ برايتون"، أولى ثلاثية "يوجين" للكاتب نيل سيمون، على خشبة مسرح ألفين في مارس 1983،  وبعد فترة وجيزة وفي 29 يونيو 1983 قامت عائلة نيدرلاندر بإعادة تسمية المسرح ليحمل اسم الكاتب. وليس لهذه التسمية صلة مباشرة بمسرحية "مذكرات شاطئ برايتون" إذ كانت العائلة قد عرضت هذه التسمية على سيمون في عام 1982، إلا أنه رفضها حينذاك. وهكذا أصبح نيل سيمون ثاني كاتب مسرحي يحمل مسرح برودواي اسمه بعد الراحل أوجين أونيل، وأول كاتب حي يحظى بهذا التكريم. أثار هذا التكريم جدلًا في الأوساط المسرحية، حيث رأى البعض أنه كان ينبغي تسمية المسرح باسم "غيرشوينز"، وهو الاسم الذي أُطلق على مسرح يوريس. وفي عام 1984م، اشترى جيري وينتراوب حصة في إدارة مسرح نيل سيمون. وفي سياق متصل، بدأت لجنة حماية المعالم في مدينة نيويورك، منذ عام 1982 بالنظر في إمكانية تصنيف مسرح نيل سيمون كمعلم تاريخي، واستمرت المناقشات حول هذا الأمر لسنوات عدة. وفي أغسطس 1985 صنفت اللجنة واجهات مسارح نيل سيمون وأمباسادور وفيرجينيا (الذي أصبح فيما بعد يُعرف باسم أوجست ويلسون) كمعالم تاريخية، بالإضافة إلى التصميمات الداخلية لمسرحي أمباسادور ونيل سيمون،  وذلك على الرغم من اعتراضات مالكي المسارح الثلاثة. وفي ديسمبر من العام ذاته صادق مجلس تقديرات مدينة نيويورك على هذه التصنيفات.
عُرضت مسرحية "بلوزي بيلوكسي" ضمن ثلاثية يوجين في 1985،  وفي العام التالي عُرضت المسرحية الموسيقية "إلى النور" على مسرح نيل سيمون، ولكنها أُغلقت بعد ستة عروض فقط. كما عُرضت مسرحية "روح مرحة" لنويل كوارد على نفس المسرح في مارس 1987، وشهد المسرح تكريمًا خاصًا لجيرالدين بيج التي وافتها المنية أثناء عرض المسرحية. وفي أكتوبر من العام نفسه، قدم الممثل الكوميدي مورت سال عروضًا محدودة،  تلتها مسرحية "كسر الشفرة" في الشهر التالي. وفي يونيو 1988 استضاف مسرح نيل سيمون إحياءً لمسرحيتي أونيل "رحلة يوم طويل إلى الليل" و"آه، البرية!"، وذلك ضمن فعاليات مهرجان نيويورك الدولي الأول للفنون. كما قدم المغني كيني لوجينز حفلات موسيقية عديدة على نفس المسرح في نفس العام. وفي بداية عام 1989 أُعلن عن مسرحيتين موسيقيتين جديدتين للمسرح هما "السناتور جو" و"برج بابل"، إلا أن الأولى أُغلقت خلال العروض التجريبية ولم تُعرض الثانية. وفي سبتمبر من نفس العام، عُرضت مسرحية هبوط أورفيوسلتينيسي وليامز. وفي تلك الفترة تقريبًا، عقدت لجنة تخطيطية جلسة استماع لمناقشة إمكانية بناء فندق فوق مسرح نيل سيمون، وهو مشروع طرحته شركة سيلفرشتاين بروبرتيز.

#### عقد 1990 وعقد 2000
قدمت فرقة راقصة من "دون كوزاكس" من روسيا عرضًا محدودًا في مسرح نيل سيمون في يناير 1990. وفي أكتوبر من ذلك العام أطلق الممثل الكوميدي جاكي ماسون مسلسله المنفرد الجديد تمامًا، والذي استمر ثمانية أشهر. وعُرضت مسرحية أخرى لسيمون في مسرحه الذي يحمل اسمه في مارس 1992، وهي "نساء جيك"،  والتي قدمت 245 عرضًا وسط استقبال متباين. وفي نوفمبر عُرض الإنتاج الهولندي "سيرانو: المسرحية الموسيقية" في مسرح نيل سيمون،  واستمر 137 عرضًا. وعُرضت المسرحية الموسيقية الناجحة في ويست إند "صعود وهبوط الصوت الصغير" في مسرح نيل سيمون في مايو 1994، ولكنها أُغلقت بعد أسبوع واحد. وأعقب ذلك حفلات موسيقية من الموسيقية "بازيا" في نوفمبر 1994،  ولوري أندرسون في مايو 1995، بالإضافة إلى عرض محدود من داني غانز في نوفمبر 1995. وأُعيدت مسرحية رودجرز وهامرشتاين الموسيقية "الملك وأنا" في عام 1996. وأُغلقت مسرحية "الملك وأنا" في أوائل عام 1998 لإفساح المجال لمسرحية آرثر ميلر "منظر من الجسر"،  والتي استمرت حتى أغسطس 1998. واستضاف مسرح نيل سيمون عرض الرقص الخاص بـ"بحيرة البجع" في أواخر عام 1998،  بالإضافة إلى حفلة موسيقية لنتالي ميرشانت،  ونسخة مُنقحة من المسرحية الموسيقية "زهرة الربيع القرمزية" في عام 1999.
عُرِضت نسخة جديدة من المسرحية الموسيقية "رجل الموسيقى" في مسرح نيل سيمون في أوائل عام 2000، واستمرت حتى نهاية العام التالي. وأثناء عرض "رجل الموسيقى" أطلق الممثل الكوميدي ماندي باتينكين جولة أمريكية في 10 سبتمبر 2001، بحفل موسيقي في مسرح نيل سيمون. ثم عُرِض العرض الفردي لإيلين ستريتش "إيلين ستريتش في الحرية" لأول مرة في مسرح نيل سيمون في فبراير 2002. وبعد إغلاق عرض "إيلين ستريتش في الحرية"، تم توسيع مسرح نيل سيمون من 1328 مقعدًا إلى 1467 مقعدًا استعدادًا لعرضه التالي: المسرحية الموسيقية "مثبت الشعر"، والتي عُرِضت في أغسطس 2002. وحطمت "مثبت الشعر" الرقم القياسي للمسرح، حيث عُرضت حتى بداية عام 2009. وكان من المقرر أن يؤدي روبن ويليامز جولته الكوميدية "أسلحة التدمير الذاتي" في مسرح نيل سيمون في أبريل 2009، لكنه ألغى عرضه بعد خضوعه لعملية جراحية. وحُجزت نسخة جديدة من "راغتايم" بدلًا من ذلك،  وعُرِضت في نوفمبر من العام نفسه. ولم تكرر "راغتايم" النجاح الذي حققته في مركز كينيدي في واشنطن العاصمة، حيث أُغلقت في يناير من عام 2010 بعد 57 عرض.

#### عقد 2010 حتى الوقت الحاضر

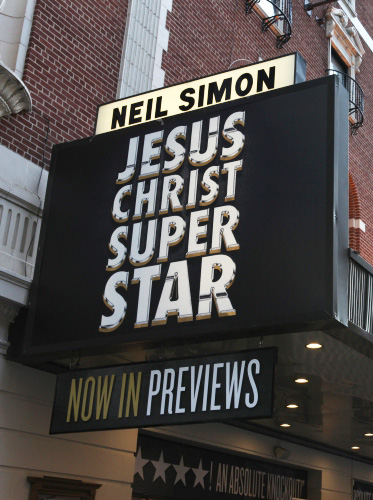
خيمة إحياء نجم يسوع المسيح (2012)

أقام الموسيقي هاري كونيك جونيور عرضًا محدودًا على خشبة مسرح نيل سيمون في يوليو 2010؛ وسُجِّل ظهوره في ألبوم صدر عام 2011 في حفل موسيقي أقيم في برودواي. وعُرض الحفل الموسيقي الموسوم "مطر: تكريم للبيتلز" على مسرح نيل سيمون في أكتوبر من العام نفسه، ثم انتقل إلى مسرح بروكس أتكينسون في مطلع عام 2011. وعُرضت المسرحية الموسيقية "أمسكني لو استطعت" في أبريل 2011، واستمرت عروضها 170 عرضًا. وعُرضت نسخة جديدة من "يسوع المسيح سوبرستار" على مسرح نيل سيمون من مارس إلى يوليو 2012،  تلتها في نهاية ذلك العام المسرحية الموسيقية القصيرة العمر "فاضحة". ثم حُجزت المسرحية الموسيقية "سمكة كبيرة" لأندرو لويد ويبر على مسرح نيل سيمون في مطلع عام 2013، إلا أن المسرح ظل مغلقًا معظم ذلك العام لأن المسرحية كانت تُعرض في مكان آخر. ولم تُعرض "سمكة كبيرة" إلا من أكتوبر إلى ديسمبر 2013. وتبع ذلك عرضان قصيران متشابهان وهما مسرحية روبرت شينكان "على طول الطريق" من مارس إلى يونيو 2014،  ومسرحية ستينغ الموسيقية "السفينة الأخيرة" من أكتوبر 2014 إلى يناير 2015.
عُرِضت نسخة جديدة من المسرحية الموسيقية "جيجي" لفريدريك لووي وآلان جاي ليرنر على خشبة مسرح نيل سيمون في أبريل من عام 2015م، إلا أن العرض لم يدم طويلًا إذ أغلق أبوابه بعد شهرين. وفي يوليو من العام نفسه باعت شركة "نيدرلاندز" مساحة قدرها 20,000 قدم2 (1,900 م2) من حقوق الهواء غير المستغلة فوق مسرح نيل سيمون بمبلغ بلغ 8.9 مليون دولار. وكان المشتري اتحادًا تطويريًا يعتزم تشييد فندق على بعد عدة بنايات. وفي نهاية العام ذاته قدم عرض "السحرة" عرضًا سحريًا على خشبة مسرح نيل سيمون لفترة محدودة. وعُرِضت نسخة جديدة من المسرحية الموسيقية الناجحة "قطط" لأندرو لويد ويبر على خشبة مسرح نيل سيمون في أغسطس من عام 2016م واستمرت حتى نهاية العام التالي. ثم عُرِضت مسرحية "ملائكة في أمريكا" لتوني كوشنر في مارس من عام 2018م واستمرت لمدة ثلاثة أشهر. وعُرِضت المسرحية الموسيقية "عرض شير" في ديسمبر من ذلك العام واستمرت حتى أغسطس من عام 2019م،  وعاد عرض "السحرة" في أواخر عام 2019 لعرضهم السحري "سحر العطلات".
بعد أن أسدل الستار على عرض "شير"، حُجز مسرح نيل سيمون لعرض المسرحية الموسيقية "إم جاي" حتى منتصف عام 2020. ولم يشهد المسرح أي عرض آخر طيلة عامين بسبب تفشي جائحة كوفيد-19 في مدينة نيويورك. وفي ديسمبر من عام 2021، أعيد افتتاحه بعروض تجريبية للمسرحية الموسيقية "إم جاي"، التي عُرضت رسميًا في فبراير من عام 2022. وقد حطمت "إم جاي" الرقم القياسي للإيرادات في المسرح عشر مرات خلال عام 2022، محققة بذلك رقمًا قياسيًا جديدًا في الأسبوع المنتهي في الأول من يناير لعام 2023، حيث بلغت إيرادات المسرحية الموسيقية مبلغًا قدره 2.2 مليون دولار.

## إنتاجات بارزة
تُسرد الإنتاجات حسب سنة العرض.

### مسرح ألفين
- 1927: الوجه المضحك.[48]
- 1928: فتاة الكنز.[53][346]
- 1929: سبيرنج إز هير.[59]
- 1930: جيرل كريزي.[63]
- 1932: الحداد يصبح إلكترا.[347][348]
- 1932: موسيقى في الهواء.[349]
- 1933: كوخ العم توم.[69]
- 1933: ماري من اسكتلندا.[73]
- 1934: كل شيء جائز.[77]
- 1935: بورغي وبس.[81]
- 1936: أحمر، ساخن وأزرق.[84]
- 1937: أفضل أن أكون على حق.[87][85]
- 1938: الأولاد من سيراكيوز.[90]
- 1939: فضائح جورج وايت.[350]
- 1939: دافئ جدًا لشهر مايو.[351][352]
- 1940: ترويض النمرة.[353]
- 1940: لن يكون هناك ليل.[93]
- 1941: السيدة في الظلام.[99]
- 1942: أنغنا إنترس.[354]
- 1943: شيء للأولاد.[103]
- 1944: الجائزة الكبرى.[106]
- 1944: أوبرا الخادمة السيدة (بيرجوليزي).[355]
- 1944: سادي طومسون.[356]
- 1945: العاصفة (مسرحية).[357]
- 1945: الشعلة من فلورنسا.[358][128]
- 1945: هوليوود بينافور.[359]
- 1945: طفلة بمليار دولار.[111]
- 1946: ولادة علم.[360]
- 1946: جان دارك من لورين.[361]
- 1946: سيرانو دي برجراك (مسرحية).[362]
- 1947: الحياة مع الأب.[123]
- 1947: الرجل وسوبرمان.[363]
- 1948: السيد روبرتس.[130]
- 1951: ظلام عند الظهيرة.[134]
- 1951: شجرة تنمو في بروكلين.[137]
- 1951: نقطة اللاعودة.[140][364]
- 1952: اثنان في الشركة.[144]
- 1953: السيد الطيب.[145]
- 1954: التفاحة الذهبية.[148]
- 1954: بيت الزهور.[154]
- 1955: لا وقت للعسكريين.[157]
- 1957: رامبل.[365]
- 1958: أوه، كابتن! [158]
- 1958: جيروم روبنز.[163]
- 1958: الأجراس تدق.[165][366]
- 1959: الانطباعات الأولى.[161]
- 1959: ذات مرة على مرتبة.[367]
- 1960: غرينويلو.[169]
- 1960: الباليه الأفريقي.[171]
- 1960: قصة الحي الغربي.[173]
- 1960: وايلدكات.[174]
- 1961: إيرما لا دوس.[177]
- 1962: حدث أمر مضحك في الطريق إلى المنتدى.[182][368]
- 1964: الأرواح العالية.[186]
- 1965: موريس شيفالييه.[187]
- 1965: فلورا ذا ريد مينيس.[190]
- 1965: ذا ييرلينغ.[368]
- 1966: إتس آ بيرد... إتس آ بلين... إتس سوبرمان.[194]
- 1966: عشاء في الثامنة.[196]
- 1967: شيري! [198]
- 1967: روزنكرانتز وجيلدنسترن ميتان.[203]
- 1968: تعليم هايمان كابلان.[369]
- 1968: الأمل الأبيض العظيم.[206]
- 1970: كومباني.[208][210]
- 1973: مولي.[370]
- 1974: حرية المدينة.[371]
- 1975: شيناندواه.[212]
- 1977: آني.[218]
- 1981: ميرلي وي رول ألونغ.[372]
- 1982: الأمير الصغير والطيار.[220]
- 1982: ليتل جوني جونز.[373][374]
- 1982: هل تعكس الأحذية السوداء اللامعة حقاً؟ [375][376]
- 1982: سبع عرائس لسبعة إخوة.[377][378]
- 1982: ذراعاك قصيرة جدًا لملاكمة الله.[223]
- 1983: مذكرات برايتون بيتش.[379]

### مسرح نيل سيمون
- 1985: بيلوكسي بلوز.[238]
- 1986: في الضوء.[240]
- 1987: الروح المرحة.[242]
- 1987: مورت سال!.[245]
- 1987: كسر الشيفرة.[247]
- 1988: رحلة نهار طويل إلى الليل.[380][381]
- 1988: آه، برية! [382][383]
- 1988: كيني لوجينس.[250]
- 1989: هبوط أورفيوس.[252]
- 1990: جاكي ميسن براند نيو.[257]
- 1992: نساء جيك.[261]
- 1993: سيرانو: الموسيقية.[263]
- 1994: صعود وسقوط الصوت الصغير.[267]
- 1994: باسيا على برودواي.[269]
- 1995: لوري أندرسون.[271]
- 1995: داني غانس على برودواي: رجل الأصوات العديدة.[273]
- 1996: الملك وأنا.[276]
- 1998: منظر من الجسر.[279]
- 1998: بحيرة البجع.[281]
- 1999: ناتالي ميرشانت.[283]
- 1999: الزنبقة القرمزية.[285]
- 2000: رجل الموسيقى.[289]
- 2002: إيلين ستريتش في الحرية.[292]
- 2002: بخاخ الشعر.[297]
- 2009: راجتايم.[302]
- 2010: هاري كونيك جونيور: في حفل على برودواي.[306]
- 2010: رين: تكريم لفرقة البيتلز.[309]
- 2011: امسكني إن استطعت.[314]
- 2012: يسوع المسيح سوبر ستار.[315]
- 2012: فضيحة.[317]
- 2013: السمكة الكبيرة.[320]
- 2014: حتى النهاية.[322]
- 2014: السفينة الأخيرة.[324]
- 2015: جيجي.[326]
- 2015: السحرة: حي على برودواي.[331]
- 2016: كاتس.[333]
- 2018: ملائكة في أمريكا.[335]
- 2018: عرض شير.[337]
- 2019: السحرة: سحر العطلات.[339]
- 2022: إم جي الموسيقية.[343]

### ملحوظات
1. ↑  تضع قوانين تقسيم المناطق في مدينة نيويورك حدًا أقصى لمساحة البناء لكل قطعة أرض، وعندما يتجاوز المطورون هذا الحد، يتعين عليهم شراء "حقوق الهواء" لزيادة مساحة البناء. وعادةً لا يمكن لمالكي المباني بيع حقوق الهواء إلا للمطورين الذين يملكون أراض مجاورة. ومع ذلك يُسمح لأصحاب مسارح برودواي ببيع حقوق الهواء الخاصة بهم للمطورين في أي قطعة أرض بين الشارع السادس والشارع الثامن شمال الشارع الأربعين بغض النظر عما إذا كانت قطع الأراضي متجاورة أم لا.[330]

## روابط خارجية
- الموقع الرسمي